# اکس‌ویکی
برنامهٔ اِکس‌ویکی (به انگلیسی: XWiki) یک موتور ویکی (به انگلیسی: Wiki Engine) است که به زبان جاوا نوشته شده‌است؛ و تحت مجوز آزاد ال‌جی‌پی‌ال منتشر شده‌است. توسعه دهندگان اکس‌ویکی اعلام نمودند که با ارایهٔ نسل دوم این ویکی در کنفرانس JavaPolis که در کشور بلژیک برگزار خواهد شد، تصمیم دارند تا از رقیب خود یعنی Confluence که محصولی تجاری و انحصاری شرکت Atlassian است پیشی بگیرند. (در حال حاضر Confluence در بیش از ۴۰۰۰ شرکت در حال استفاده است حال آنکه اکس‌ویکی تنها در بیش از ۱۰۰ شرکت در حال استفاده است).
قابلیت‌هایی که اکس‌ویکی بر روی آن‌ها بسیار مانور می‌دهد امکان استفاده به صورت توکار با Google Doc، امکان استفاده از محیط توسعه Eclipse و نیز استفاده از Groovy یا Velocity برای توسعهٔ اکس‌ویکی یا برنامه‌های جانبی آن است. (Pluginهای XWIKi توسط Groovy و Velocity نوشته شده‌اند).